# Lilla Djup
Lilla Djup är en sjö i Åmåls kommun i Dalsland och ingår i Göta älvs huvudavrinningsområde. Sjön har en area på 0,156 kvadratkilometer och ligger 76,9 meter över havet.

## Delavrinningsområde
Lilla Djup ingår i det delavrinningsområde (653323-130669) som SMHI kallar för Inloppet i Bräcketjärnet. Medelhöjden är 93 meter över havet och ytan är 2,29 kvadratkilometer. Det finns ett avrinningsområde uppströms, och räknas det in blir den ackumulerade arean 13,56 kvadratkilometer. Vattendraget som avvattnar avrinningsområdet har biflödesordning 3, vilket innebär att vattnet flödar genom totalt 3 vattendrag innan det når havet efter 172 kilometer. Avrinningsområdet består mestadels av skog (93 procent). Avrinningsområdet har 0,16 kvadratkilometer vattenytor vilket ger det en sjöprocent på 6,8 procent.